# Metcalfahonig

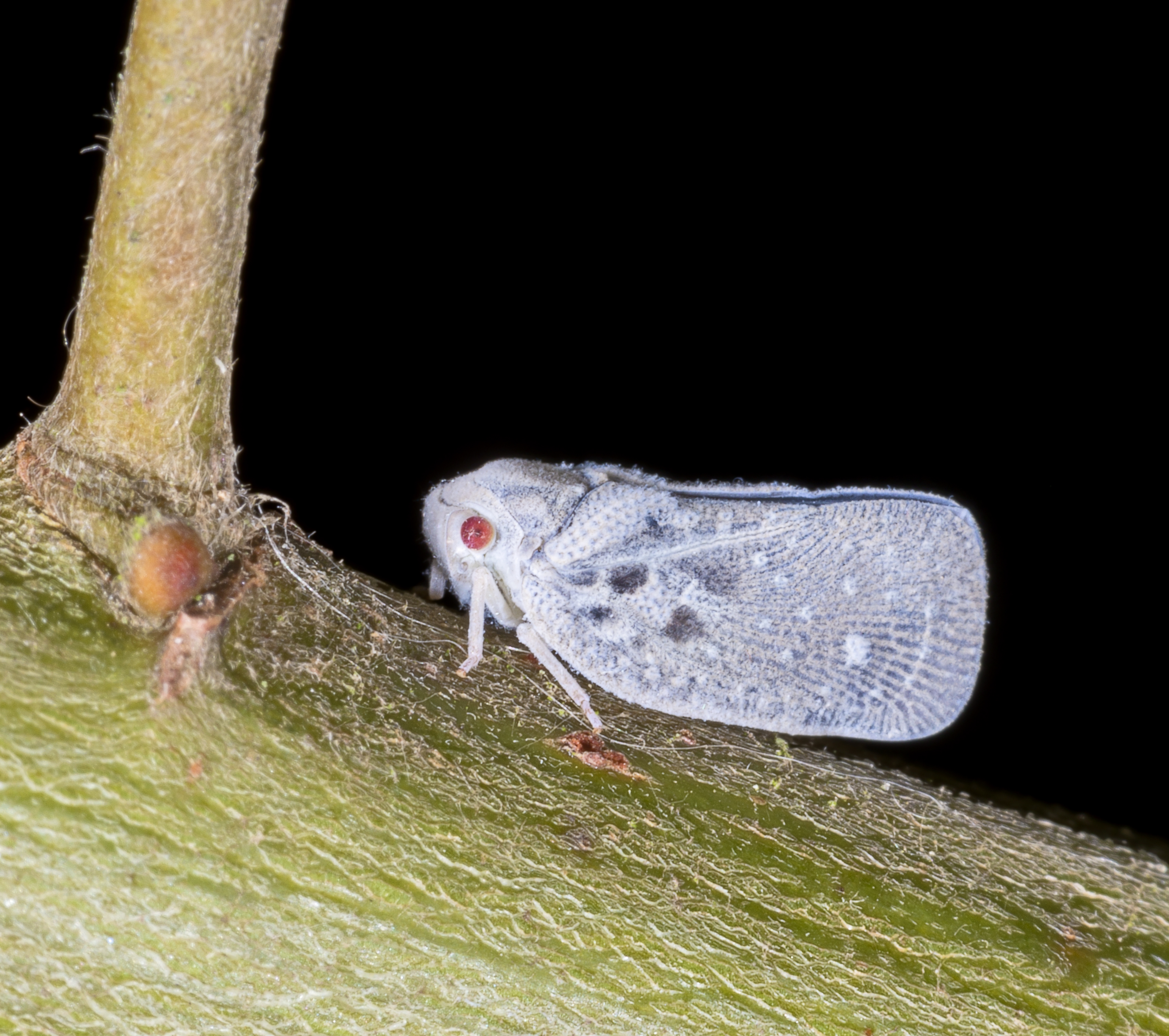
Metcalfa pruinosa

Metcalfahonig ist von Honigbienen aus dem Honigtau der Bläulingszikade (Metcalfa pruinosa) produzierter Honig. Die aus Nordamerika stammende Bläulingszikade breitet sich seit den 1980er Jahren in Südeuropa aus. Insbesondere in Nord- und Mittelitalien, Südfrankreich und Slowenien hat sich diese Schmetterlingszikade fest etabliert. Die Produktion von Metcalfahonig hat in diesen Ländern wirtschaftliche Bedeutung erlangt.
Da sich die Bläulingszikade extrem polyphag von Pflanzensäften ernährt, ist die Zuordnung des Honigs zu einer bestimmten Wirtspflanze nicht möglich. Deshalb wird dieser Honig abweichend von der Honigverordnung nicht nach der botanischen, sondern nach der zoologischen Herkunft deklariert. Die Bläulingszikade erschließt dabei auch Pflanzenarten für die Honigtauerzeugung, bei denen Honigtau bisher keine für die Imkerei relevante Rolle spielte, wie z. B. Robinie, Waldrebe, Götterbaum, Platane, Thuja, Eibe oder Brennnessel.
Metcalfahonig hat einen malzigen, würzigen Geschmack. Er ist sehr dunkel und bleibt längere Zeit flüssig. Der Anteil von Maltotriose und zum Teil auch von Dextrinen ist relativ hoch und wird bei der Laboranalyse zur Sortenbestimmung genutzt.